# Ereshkigal
Ereshkigal es la diosa del inframundo en la mitología sumeria-acadia. Gobierna el inframundo junto a su consorte Nergal. Es hija de Anu y hermana de la diosa Ishtar, y era antaño una diosa celestial. Sin embargo, fue raptada por el dragón Kur y llevada al inframundo, donde pasó a ser la reina.

## Mito sobre Nergal y Ereshkigal
Cuenta la leyenda que un día los dioses querían celebrar un banquete, pero para que se mantuviera el orden cósmico, los celestes (dioses del cielo), no podían bajar al Inframundo, ni los dioses del inframundo podían subir al cielo. Se decidió enviar a un mensajero para invitar a Ereshkigal, que no asistiría pero si enviaría un representante, que tomaría la comida divina que a ella le correspondía.
Ereshkigal eligió a Namtar, su ministro, para que estuviera en la celebración como su representante. Namtar, subió por la larga escalera al cielo y se presentó ante los dioses. Como representante de la gran diosa del mundo subterráneo los demás dioses se pusieron de pie ante él, y luego se arrodillaron para mostrarle su respeto. Sin embargo Nergal, se quedó sentado, pues Namtar, no era de su agrado.
Esto fue tomado como una ofensa, y Nergal debía ser castigado. Enki decidió defenderlo y Nergal, fue enviado al inframundo, para pedir a la diosa un perdón. Sin embargo, antes de partir, Enki le llamó y le dijo que no aceptara un asiento en el Mundo de los Muertos, ni comiera de sus alimentos ni tomara de sus bebidas, no se lavara los pies y, lo más importante, que se resistiera a la tentación de unirse con Ereshkigal, aun siendo ella tan hermosa.
Acompañado por siete escorpiones, representaciones de plagas, y cargando un trono hecho de madera, como presente para la diosa, Nergal llegó hasta el Inframundo, pasó por sus siete puertas y se presentó ante Ereshkigal. La diosa se sintió atraída por Nergal y le ofreció un asiento, que el dios rehusó. Luego le trajeron comida y bebida, pero también las rechazó. Luego se le ofreció lavarle los pies, pero también se negó. Entonces, Ereshkigal fue a bañarse y permitió que Nergal viera un instante su cuerpo; él quiso resistirse, pero cuando la bella diosa se dejó ver nuevamente, cedió.
Se amaron durante seis días, y el séptimo Nergal se levantó, alejándose sigilosamente de Ereshkigal, que estaba dormida, y atravesó las siete puertas del Inframundo para regresar al cielo. Cuando Ereshkigal despertó, descubrió la ausencia de su amante, y Namtar le informó sobre su partida. Al oír esta noticia, Ereshkigal, cayó de su trono y lloró con desesperación. Su fiel ministro se ofreció entonces para subir hasta el cielo y traer de vuelta a Nergal.
Namtar le busca pero no le reconoce, ya que Enki, con un conjuro había cambiado su apariencia. Namtar regresa con las manos vacías, diciendo que no había visto a Nergal, sino a un dios menor sin corona y que pestañeaba constantemente, lo cual era indigno de un dios importante. Ereshkigal se dio cuenta del truco, y enfurecida decidió amenazarles con enviar a todos los habitantes de su reino a la tierra, hasta que el número de los muertos superara al de los vivos.
Nergal se levantó y volvió al mundo inferior, rompió las siete puertas y llegó a los salones de Ereshkigal. La tomó por los cabellos y la alzó de su trono con furia, para decapitarla. Pero Ereshkigal le confesó su amor, y le ofreció compartir el mundo de los muertos como su consorte. Nergal aceptó, y desde entonces gobernaron juntos el inframundo.